# مارغريت هندرسون فلويد
مارغريت هندرسون فلويد (بالإنجليزية: Margaret Henderson Floyd)‏ هي كاتبة سير وكاتِبة ومؤرخة أمريكية، ولدت في 1932، وتوفيت في 18 أكتوبر 1997 بسبب سرطان.